# Dr. phil. Döderlein
Pour les articles homonymes, voir Via Mala (homonymie).
Pour plus de détails, voir Fiche technique et Distribution.
Dr. phil. Döderlein est un film allemand réalisé par Werner Klingler.
Le tournage (plans extérieurs) du film commence au printemps 1945. À la fin de la Seconde Guerre mondiale, alors que les Soviétiques entrent dans Berlin, environ 25% seulement du film fut tourné. Il est laissé inachevé.

## Synopsis
En compagnie de notables, Franz Döderlein raconte un événement qu'il s'est lui-même produit et qui influencera plus tard toute sa vie.
Retour en arrière. En tant que jeune universitaire, il a déjà soumis un article scientifique pionnier sur les Pélasges à un jeune âge. Mais les examinateurs ne lui font pas confiance à ses compétences en recherche, le traitent d'en haut et lui conseillent de les épargner à l'avenir avec ses "fantasmes non scientifiques". Avec une réplique effrontée, Döderlein fait taire les supérieurs de l'université qui l'excluent des opérations universitaires. Maintenant, Döderlein est assis dans la rue avec sa femme enceinte Kate. Afin de subvenir aux besoins de sa petite famille, Franz Döderlein commence à travailler comme un fou et prend presque n'importe quel travail : il donne des cours particuliers et écrit des discours pour toutes sortes d'occasions telles que les funérailles, les baptêmes et les mariages. Il aime aussi beaucoup boire. Käte Döderlein souffre de plus en plus du manque de discipline de Franz, et à la fin le mariage n'a duré que pour une raison : parce que leur fils Christian les a unis.
Devenu adulte, Christian révèle à son père qu'il aime Cornelia Upermann, la fille de son patron. Upermann père a des objections à cette liaison, probablement en raison du comportement général de Döderlein et du manque de réputation. Franz Döderlein essaie de lui parler, mais cela ne donne aucun résultat, et conseille à son fils de quitter la ville pendant un an. Afin de séparer le jeune couple, le vieil Upermann a même promis de céder la direction de la filiale de l’entreprise Upermann en Grèce à Christian. C'est tout à fait juste pour Franz Döderlein, car de cette façon, il peut connaître l'amour pour la Grèce qui s'est développée grâce à ses recherches. Et donc il accompagne son fils pour rechercher lui-même les personnages des Pélasges. De retour chez lui, il est précédé d'un appel, car on a découvert un rouleau de papyrus dans un monastère qui confirme sa thèse, autrefois brusquement rejetée. Christian et Cornelia se fiancent, et les nuages sur le front du mariage s'éloignent. Son fils et sa future bru suivent les conseils de Döderlein pour partir à l'étranger et y installer une filiale d'Upermann.
Désormais seul à la maison avec sa femme, Döderlein doit répondre aux accusations de mensonges. Il fait rouler le papyrus pour enfin manifester sa théorie controversée. Mais il peut par la suite soutenir cette théorie par d'autres moyens. Il n'a menti que pour que les deux jeunes gens puissent se retrouver et que sa femme puisse enfin être fière de lui. Kate est touchée par cet aveu et se rend chez les examinateurs de l'université pour intercéder pour son mari. Döderlein s'en sort avec un blâme. Dès lors, les concitoyens de la ville le traitent avec le respect nécessaire.

## Fiche technique
- Titre : Dr. phil. Döderlein
- Réalisation : Werner Klingler
- Scénario : Harald G. Petersson
- Musique : Werner Eisbrenner
- Direction artistique : Fritz Maurischat, Rudolf Thiele
- Photographie : Friedl Behn-Grund
- Production : Heinrich George
- Sociétés de production : Tobis-Tonbild-Syndikat
- Pays d'origine :  Allemagne
- Langue : allemand
- Format : Noir et blanc - 1,37:1 - Mono - 35 mm
- Genre : Drame

## Distribution
- Heinrich George : Dr. Franz Döderlein
- Käthe Haack : Käte Döderlein, seine Frau
- Hans Nielsen : Christian, leur fils (distribution incertaine)
- Marianne Simson : Cornelia Upermann (distribution incertaine)

et dans d'autres rôles qui ne peuvent pas être attribués par nom : Paul Wegener, Albert Florath, Paul Henckels, Carsta Löck, Walter Gross, Erna Sellmer (de), Franz Weber (de), Arthur Schröder (de), Carl Kuhlmann